# Biographisch-literarisches Handwörterbuch zur Geschichte der exacten Wissenschaften
Le Biographisch-literarisches Handwörterbuch zur Geschichte der exacten Wissenschaften est fondé en 1863 par Johann Christian Poggendorff (1796-1877)

## Contenu
Cette collection rassemble les lieux de naissance et de décès, les années, les domaines de spécialisation et d'autres données biographiques, principalement des publications de spécialistes des sciences naturelles.
La version imprimée se compose de huit volumes, chacun comprenant plusieurs parties, qui sont achevés fin 2003. Elle contient environ 29.000 biographies de scientifiques (en mathématiques, astronomie, physique, chimie, médecine, biologie, minéralogie, géologie, etc.) et est publiée en dernier lieu par les éditions Wiley-VCH en coopération avec l'Académie des sciences de Saxe à Leipzig. Dernièrement, l'édition n'est plus distribuée que sous forme de DVD. Wiley-VCH cesse également de distribuer le DVD.
Le titre des volumes 5 et 6 (années de référence 1904-1922 et 1923-1931) est Biographisch-literarisches Handwörterbuch für Mathematik, Astronomie, Physik mit Geophysik, Chemie, Kristallographie und verwandte Wissensgebiete, depuis lors Biographisch-literarisches Handwörterbuch der exakten Naturwissenschaften.

## Répartition des volumes
- Erster Band. A–L. 1863
- Zweiter Band. M–Z. 1863
- Dritter Band (1858 bis 1883). 1898
- Vierter Band (Die Jahre 1883 bis zur Gegenwart umfassend). 1904: T. 1. A-L.
- Fünfter Band: 1904 bis 1922. 1926
- Bd. 6. (1923 bis 1931): T. 1. A-E. 1936, T. 2. F-K. 1937, T. 3. L-R. 1938, T. 4. S-Z. 1940
- Bd. 7a. (Berichtsjahre 1932 bis 1953): T. 1. A-E. 1956, T. 2. F-K. 1958, T. 3. L-R. 1959, T. 4:Hälfte 1. S-Thor. 1961, T. 4:Hälfte 2. Thorb-Z. 1962
- Bd. 7a. Suppl. 1971
- Bd. 7b (Berichtsjahre 1932 bis 1962): T. 1. A-B. 1967, T. 2. C-E. 1968, T. 3. F-Hem. 1970, T. 4. Hen-K. 1973, T. 5. L-M. 1976,T. 6. N-Q. 1980, T. 7. R-Sm. 1985, T. 8. Sn-Vl. 1989, T.8.T.2. Doppellieferung. T. 9. Vo-Z. 1992
- Bd. 7b. (Suppl.) Bibliographie der Periodika. 1994.
- Bd. 8.T.2. Doppellieferung 3/4